# Georgije Magarašević
Georgije Magarašević, magyarosan: Magarasevics György (Adaševci (Szerém megye), 1793. szeptember 10. – Újvidék, 1830. január 18.) gimnáziumi tanár.

## Élete
A gimnáziumot Karlócán, a bölcseletet Pesten, a teológiát Karlócán végezte, és papnövendék lett ugyanott. 1813-ban azonban felhagyott a teológiával, és az ottani szerb gimnáziumnál segédtanár lett, 1817-től pedig gimnáziumi tanár volt Újvidéken.

## Munkái
- Nove pamjatodostajnosti Napoleona Bonaparte. Buda, 1822. (Napóleon újabb emlékezete, ford. németből.)
- Istonija najvažníjí jevropejski priključenija, od 1809. do 1821. Bécs, 1823. (Legfontosabb európai események.)
- Duh spisanija Dositejevi. Buda, 1830. (Dositej írásainak szelleme.)
- Kratka vsemirna istorija. Buda, 1831. (Rövid világtörténet.)

Megalapította a Ljetopis srbski c. folyóiratot Újvidéken, és szerkesztette 1825-től 1830-ig. (E folyóirat eredményezte, Tököly Száva és néhány jómódú szerb szövetkeztével, a Srpska Matica nevű körnek 1825-ben alapítását.)
Több kéziratos munkát hagyott hátra, ezek közül legnevezetesebb a Lexicon latino-germanico-serbium. Pars I. A.-Interrex. Kéziratai az újvidéki Matica tulajdona; ezekből 1896-ban a Ljetopis közölte a Pavel Jozef Šafárikról írt cikkét.